# Yabutiféd
Yabutiféd (Jabutiféd, Yabotiféd, Jubutiféd, Jabotifet), jedna od lokalnih skupina Indijanaca Tupi-Kawahíb iz brazilske države Rondonia. Jabotifet, kako ih naziva antropolog Claude Lévi-Strauss, u njegovo su doba bili naseljeni između rijeka rio Tamuripa i Igarape du Cacoal, a poglavica im je bio Maira. Ime Jabotifet, prema Levi-Strosu, označava  'ljude od kornjače'  (=tortoise-people; 'pueblos de la tortuga'). 

## Vanjske poveznice
- "Tristes tropiques"